# Beziehungen zwischen Island und den Vereinigten Staaten

US-Präsident Ronald Reagan (links) und der sowjetische Generalsekretär Michail Gorbatschow beim Gipfeltreffen in Reykjavík (1986)

 Die Beziehungen zwischen Island und den Vereinigten Staaten sind das bilaterale Verhältnis zwischen Island und den Vereinigten Staaten von Amerika (USA). Beide Staaten unterhalten freundschaftliche diplomatische, wirtschaftliche und kulturelle Kontakte. Die USA erkannten Island am 17. Juni 1944 formell als unabhängigen Staat an; bereits am 30. September 1941 waren diplomatische Beziehungen aufgenommen worden.
1949 gehörte Island zu den Gründungsmitgliedern der Nordatlantikpakt-Organisation (NATO), behielt aber – als einziges NATO-Land – bis heute keine eigenen Streitkräfte bei. Stattdessen übernahmen die USA auf Grundlage eines bilateralen Verteidigungsabkommens von 1951 die Verantwortung für die Verteidigung Islands. Die NATO-Mitgliedschaft und das 1951 geschlossene Verteidigungsabkommen mit den USA bilden bis heute die zentralen Säulen der isländischen Sicherheitspolitik.
Im Kalten Krieg diente Island als strategischer Vorposten der Allianz; im Oktober 1986 fand in Reykjavík ein Gipfeltreffen zwischen US-Präsident Ronald Reagan und dem sowjetischen Staatschef Michail Gorbatschow statt, das als wichtiger Meilenstein auf dem Weg zum Ende des Kalten Krieges gilt. Die Vereinigten Staaten unterhielten bis 2006 einen Militärstützpunkt auf der Keflavík Air Base; nach dessen Schließung bleibt das Verteidigungsabkommen jedoch weiterhin in Kraft.
Die kulturellen Beziehungen werden unter anderem durch Bildungs- und Austauschprogramme sowie durch die isländischstämmige Gemeinschaft in den USA geprägt. Seit dem späten 19. Jahrhundert wanderten Tausende Isländer nach Nordamerika aus; heute leben in den Vereinigten Staaten Schätzungen zufolge rund 50.000 US-Amerikaner mit isländischer Abstammung (Stand 2019). Die isländische Diaspora konzentriert sich vor allem im Oberen Mittleren Westen, insbesondere in North Dakota und Minnesota, aber auch in Bundesstaaten wie Utah und Washington. 
Wirtschaftlich sind die Vereinigten Staaten ein bedeutender Handelspartner Islands. Die wichtigsten isländischen Exportgüter in die USA sind Aluminium und Fischereierzeugnisse. Im Jahr 2024 belief sich das bilaterale Handelsvolumen mit Waren auf rund 2,1 Milliarden US-Dollar, davon US-Exporte 0,99 Mrd. $ und US-Importe 1,1 Mrd. $. Touristen aus den USA stellen zudem mit Abstand die größte Besuchergruppe in Island und machten 2022 etwa 27 % aller ausländischen Besucher aus.
Die USA unterhalten eine Botschaft in Reykjavík. Island seinerseits verfügt über eine Botschaft in Washington, D.C. sowie ein Generalkonsulat in New York City. 